# Bob Chapek
Robert « Bob » Chapek, né le 21 août 1960, est un homme d'affaires américain, qui fut notamment président-directeur général de la Walt Disney Company de 2020 à 2022. Avant de devenir PDG le 25 février 2020, il était responsable de la filiale Walt Disney Parks and Resorts de la société.

## Jeunesse
Robert Chapek est le fils d'un vétéran de la Seconde Guerre mondiale et d'une ouvrière et sa famille partait chaque année en voyage à Walt Disney World.
Chapek est diplômé en 1977 de la Clark High School, à Hammond dans l'Indiana. Il obtient plus tard un baccalauréat universitaire en sciences (BSc) en microbiologie à l'université de l'Indiana. Il obtient ensuite une maîtrise en administration des affaires (MBA) à l'université d'État du Michigan.

## Carrière
Chapek travaille d'abord chez Heinz dans le marketing et dans la publicité chez Walter Thompson avant de rejoindre la Walt Disney Company en 1993. Il commence par travailler pour la filiale Buena Vista Home Entertainment et en devient le directeur. En juillet 2006, il est promu président pour l'international de la distribution de Buena Vista Home jusqu'en novembre 2009. Puis il est, durant deux ans, président de la distribution pour Walt Disney Studios.
Chapek devient président pour Disney Consumer Products en septembre 2011. Le 23 février 2015, Chapek fut nommé directeur de Walt Disney Parks and Resorts en remplacement Thomas O. Staggs, qui est lui-même promut en tant que chef opérateur de la Walt Disney Company,. Faisant partie de la réorganisation de mars 2018 de la Walt Disney Company, Disney Consumer Products and Interactive Media fusionne avec la filiale Walt Disney Parks and Resorts et sont renommés Walt Disney Parks, Experiences and Products. Le directeur de Parks and Resorts, Chapek, est nommé directeur de cette filiale. En février 2020, Chapek est nommé Président-directeur général de la Walt Disney Company, succédant à Bob Iger, qui reste directeur exécutif jusque fin 2021. Remercié le 20 novembre 2022, il est remplacé par l'ancien PDG Bob Iger,.

## Prises de position
En avril 2022, Bob Chapek se prononce publiquement contre une nouvelle loi de l'État de Floride interdisant d'enseigner des sujets en lien avec l'orientation sexuelle ou l'identité de genre à l'école primaire. Une prise de position qui a engendré de vives critiques du côté du Parti républicain, le sénateur Marco Rubio reprochant notamment à Disney de ne pas dire « un mot sur la dictature en Chine », mais de n'avoir « aucun problème à utiliser son pouvoir d'entreprise pour mentir à propos de lois adoptées de façon démocratique par les législateurs en Floride ». Après cette polémique, le parlement de Floride adopte un projet de loi supprimant un statut favorable dont bénéficiait le parc d'attractions Disney World, qui lui offrait une large autonomie de gestion locale et l'exemptait de la plupart des réglementations de l'État.

## Vie privée
Chapek est marié depuis 40 ans avec sa femme Cynthia. Ensemble, ils ont trois enfants.